# Casinosee
Der Casinosee ist ein See in der Gemeinde Tutow im Landkreis Vorpommern-Greifswald. Er befindet sich im Westen des Geländes des Tutower Flugplatzes und östlich des Kuckucksgrabens. Der See ist etwa 300 Meter lang und 200 Meter breit. Seine Fläche beträgt ungefähr 4,9 Hektar. Die durchschnittliche Tiefe liegt bei 2,5 Metern.
Der See wurde in den 1930er Jahren umbenannt, während der Flugplatz Tutow gebaut wurde. Den Namen erhielt er nach dem Offizierskasino, das am Seeufer errichtet wurde. Nach den ersten Bombenangriffen auf den Flugplatz während des Zweiten Weltkriegs wurde der Casinosee zeitweise abgelassen, damit er nicht von feindlichen Flugzeugen als Orientierungspunkt genutzt werden konnte. Später wurde er mit Netzen und Strauchwerk getarnt.
Nach dem Krieg wurde der See zeitweise befischt und als Badegewässer genutzt. Während der Stationierung von Truppen der NVA sowie der GSSD lag der Casinosee im militärischen Sperrgebiet. Die Wasserqualität wurde nach dem Abzug der Truppen 1993 mehrfach untersucht und nicht beanstandet.